# ソウカ
ソウカ（草果、学名: Lanxangia tsaoko
）は、ショウガに似た植物であり、以前はAmomum tsao-koとして知られていた。英語では文字転写された中国語の名称 cao guo (中国語: 草果; 拼音: cǎoguǒ) と呼ばれる。雲南省の高地やベトナム北部の山岳地方にも生育する。野生植物と栽培植物のどちらも医学的に使われ、料理にも使われる。
「Tsao-ko」はこの植物の雲南省での呼称である。
ソウカの成熟果実を乾燥したものがカルダモン類生薬「草果」である。小島（1969）によれば、「"草果" の基原植物についてはAmomum medium Lour.（= Alpinia alba A. DIesr、Hellenia alba Willd.）といい、Amomum costatum Benth. et Hook. といい、あるいはAmomum tsao-ko Crevost et Lemarieともいわれ、いまだ定説がなく、また、いずれのものが正しいか、これを確認することはできない」。

## 形態
多年生常緑草本で、高さは2.5–3メートルに成長する。植物体全てが辛香味を有する。横に伸びる根茎は淡紫紅色で、ショウガのように肥大する。その側面と頂点はピンクである。根茎上の葉芽から直立した茎が出る。茎は深緑色で、基部は紫紅色、円柱形の節がある。一般に、12–16片の葉を付ける。葉は2列で、短い柄または無柄である。大きな皮針形の葉は両面とも滑らかで毛はない。
穂状花序は根茎から出て、球形である。それぞれの穂は螺旋状に配置された60–120個の紅色の花を有する。
楕円形または紡錘形の肉質の蒴果は短果柄を有する。果実は初めは鮮紅色で、成熟すると紫紅色となり、開裂せず、日光または火で乾燥させると茶色となる。それぞれの果実内には20–66個の種子が存在する。種子は多角形で、長さ0.4–0.7 cm、幅0.3–0.5 cm、仁は白色で、1000粒の平均重量は120–140 gで、強い辛辣香気を有する。

## 用途
中医学では、干乾しあるいは炒めた焦げ黄色の草果を使用し、殻を除いたものは草果仁と呼ばれる。
伝統的な中華料理では肉、特に煮込んだ牛肉と羊肉の臭みを隠すために草果の辛辣香気が常用される。草果は五香粉、カレー粉、十三香といった混合調味料の材料としても使われる。
その他、ソウカの茎、葉、果実からも芳香油が抽出され、製薬、香料等の工業原料として用いられる。